# ウィリアン・リラ・ソウザ
ウィリアン・リラ・ソウザ（Willian Lira Sousa、1993年12月9日 - ）は、ブラジル出身のサッカー選手。ポジションはFW。

## 来歴
2020年12月20日、2021年シーズンからのヴァンフォーレ甲府加入内定が発表された。新型コロナウイルス感染症に伴う入国制限のため、チームに合流できない状況が長期にわたって続いたが、4月4日にようやく入国。隔離期間を経て19日にチームに合流した。
2022年シーズンはリーグ戦39試合と天皇杯3試合に出場。主力選手として活躍したが、2022年12月15日、ヴァンフォーレ甲府は契約期間の満了と来季に向けて契約を更新しないことを発表した。
2023年1月5日、マレーシアのケダ・ダルル・アマンFCへの加入が発表された。
2025年7月3日、マレーシアのセランゴールFCに加入。

## 所属クラブ
- 2013年  グレミオ・バルエリ
- 2014年  SCサンタ・リタ
- 2014年  フェロヴィアリア
- 2015年  カンピネンセ・クルーベ
- 2015年  サンパイオ・コヘイアFC
- 2016年  オペラリオ-MS
- 2016年7月 - 2018年7月  サルゲイロAC
  - 2017年7月 - 同年12月  PSバリト・プトラ（英語版）（期限付き移籍）
  - 2018年1月 - 同年4月  サンベルナルドFC（期限付き移籍）
  - 2018年4月 - 同年7月  サルゲイロAC（期限付き移籍）
- 2018年7月 - 2019年6月  FKバルダール
- 2019年7月 - 2020年1月  クラブ・デストロイヤーズ（英語版）
- 2020年1月 - 同年12月  レトロFC（英語版）
  - 2020年8月 - 同年12月  フェロヴィアリオ-CE（英語版）（期限付き移籍）
- 2021年 - 2022年12月  ヴァンフォーレ甲府
- 2023年  ケダ・ダルル・アマンFC
- 2023年 - 2024年  チョンブリーFC
- 2024年 - 2025年  ハッタ・クラブ（英語版）
- 2025年 -  セランゴールFC

## Jリーグでの個人成績
| 国内大会個人成績 | 国内大会個人成績 | 国内大会個人成績 | 国内大会個人成績 | 国内大会個人成績 | 国内大会個人成績 | 国内大会個人成績 | 国内大会個人成績 | 国内大会個人成績 | 国内大会個人成績 | 国内大会個人成績 | 国内大会個人成績 |
| 年度             | クラブ           | 背番号           | リーグ           | リーグ戦         | リーグ戦         | リーグ杯         | リーグ杯         | オープン杯       | オープン杯       | 期間通算         | 期間通算         |
| 年度             | クラブ           | 背番号           | リーグ           | 出場             | 得点             | 出場             | 得点             | 出場             | 得点             | 出場             | 得点             |
| 日本             | 日本             | 日本             | 日本             | リーグ戦         | リーグ戦         | リーグ杯         | リーグ杯         | 天皇杯           | 天皇杯           | 期間通算         | 期間通算         |
| ---------------- | ---------------- | ---------------- | ---------------- | ---------------- | ---------------- | ---------------- | ---------------- | ---------------- | ---------------- | ---------------- | ---------------- |
| 2021             | 甲府             | 10               | J2               | 31               | 9                | -                | -                | 0                | 0                | 31               | 9                |
| 2022             | 甲府             | 10               | J2               | 39               | 9                | -                | -                | 0                | 0                | 39               | 9                |
| 通算             | 日本             | 日本             | J2               | 70               | 18               | -                | -                | 0                | 0                | 70               | 18               |
| 総通算           | 総通算           | 総通算           | 総通算           | 70               | 18               | -                | -                | 0                | 0                | 70               | 18               |